# Zekeriya Alp
Zekeriya Alp (* 1. Januar 1948 in Istanbul) ist ein ehemaliger türkischer Fußballspieler, -kommentator und aktueller -funktionär. Durch seine langjährige Tätigkeit für Beşiktaş Istanbul wird er sehr stark mit diesem Verein assoziiert. Auf Fan- und Vereinsseiten wird er als einer der bedeutenderen Spieler der Klubgeschichte aufgefasst. Nach seinem Karriereende als aktiver Fußballspieler arbeitete er als Fußballkolumnist bei diversen Tageszeitungen. Er war auch mehrmals Mitglied des Vereinsvorstandes von Beşiktaş. Seit der Wahl des Vereinspräsidenten Beşiktaş' Yildirim Demirören Ende 2011 zum Präsidenten des türkischen Fußballverbandes wurde auch Alp hier in den Vorstand gewählt.

## Spielerkarriere

### Verein
Alp kam 1948 in der türkischen Weltmetropole Istanbul auf die Welt und begann in der Jugend des damaligen Erstligisten Feriköy SK mit dem Fußballspielen. Hier fiel er 1967 dem damaligen Cheftrainer Eşfak Aykaç positiv auf und wurde zur Rückrunde der Spielzeit 1966/67 in den Profikader aufgenommen. Gleich in seinem Profidebüt am 4. Februar 1967 während einer Erstligabegegnung gegen Karşıyaka SK spielte er über die volle Distanz. Bis zum Saisonende absolvierte er neun Liga- und eine Pokalbegegnung. In seiner zweiten Saison stieg er schnell zum Stammspieler auf und spielte auch für die türkische U-18-Nationalmannschaft. Durch seine überzeugenden Leistungen in jungen Jahren fiel er den führenden Vereinen der Süper Lig auf. So wechselte er zur Saison 1968/69 zum Istanbuler Traditionsverein Beşiktaş Istanbul. In seiner ersten Saison bei Beşiktaş saß er überwiegend auf der Ersatzbank und absolvierte nur vier Ligaspiele. Erst am siebten Spieltag der Saison 1969/70 eroberte er sich einen Stammplatz und behielt diesen, verletzungsbedingte Ausfälle ausgeschlossen, bis zu seinem Karriereende.
Alp spielte insgesamt neun Spielzeiten für Beşiktaş und erlebte gerade die Spielzeiten, in denen erst Galatasaray Istanbul mit drei türkischen Meisterschaften in Folge den türkischen Fußball dominierte und anschließend Trabzonspor begann mehrere Meisterschaften in Folge zu gewinnen. Dazwischen erlangte auch Fenerbahçe Istanbul einige Meisterschaften, sodass Alp mit Beşiktaş ohne Meistertitel ausging. Zum Saisonende 1973/74 gelang es nach sechs titellosen Spielzeiten, mit dem Gewinn des Türkischen Supercups und des Premierminister-Pokals wieder einen Titelgewinn zu verbuchen. Zwar wurde man in dieser Zeit zweimal TSYD-Pokalsieger, jedoch wurde diesem Pokal kein großes Prestige zugesprochen.
Die Saison 1974/75 beendete man in der Süper Lig erneut enttäuschend auf dem fünften Tabellenplatz, konnte aber das erste Mal in der Vereinshistorie den türkischen Fußballpokal gewinnen. Nach diesem Erfolg spielte Alp drei weitere Spielzeiten, blieb mit seiner Mannschaft jedoch auch in dieser Zeit titellos. Mit dem Ende der Saison 1977/78 verabschiedete sich Alp mit einem am 1. August 1978 gegen Trabzonspor ausgetragenen Abschiedsspiel von der Fußballbühne.

### Nationalmannschaft
Alp spielte das erste Mal für die türkische Nationalmannschaften für die türkische U-18-Nationalmannschaft am 5. Mai 1967 bei einer Freundschaftsbegegnung gegen die belgische U-18-Nationalmannschaft. Nach einem weiteren Spiel für die türkische U-18 wurde er bis ins Jahr 1970 für keine Nationalmannschaft nominiert. Erst mit dem Stammplatz bei Beşiktaş wurden die Nationaltrainer auf ihn aufmerksam und nominierten ihn erstmals für die türkische U-21-Nationalmannschaft.
Nach drei Spielen für die U-21 wurde er im April 1971 für ein EM1972-Qualifikationsspiel gegen die deutsche Nationalmannschaft in den Kader der türkischen Nationalmannschaft nominiert und gab bei diesem Anlass sein Länderspieldebüt. Nach diesem Spiel zählte er etwa fünf Jahre lang zu den regelmäßig eingesetzten Spielern. Er nahm mit der Nationalmannschaft noch an der Qualifikation der Fußball-Europameisterschaft 1972, Qualifikation der Fußball-Weltmeisterschaft 1974, Qualifikation der Fußball-Europameisterschaft 1976 teil, konnte sich aber mit seiner Mannschaft für keines der Mannschaften qualifizieren.
Sein letztes Länderspiel machte er am 29. Oktober 1975 während eines EM1976-Qualifikationsspiels gegen die Irische Nationalmannschaft.

## Erfolge
Mit Beşiktaş Istanbul
- Türkischer Pokalsieger: 1974/75
- Präsidenten-Pokalspieler: 1973/74
- Premierminister-Pokalsieger: 1973/74, 1976/77
- TSYD-Istanbul-Pokalsieger: 1971/72, 1972/73, 1974/75
- Spor-Toto-Pokalsieger: 1968/1969